# Xanthichthys mento
 Xanthichthys mento és un peix teleosti de la família dels balístids i de l'ordre dels tetraodontiformes.

## Morfologia
Pot arribar als 29 cm de llargària total.

## Distribució geogràfica
Es troba a les costes del Pacífic occidental (sud del Japó i les Ryukyu, Hawaii) i del Pacífic oriental (sud de Califòrnia, Pitcairn, Illa de Pasqua i les Illes Galàpagos).